# Rhinella
Rhinella és un gènere d'amfibis amb 71 espècies que es distribuïx per l'Amèrica del Sud i Central.

## Taxonomia
| Nom binomial                                                     | Notes |
| ---------------------------------------------------------------- | --- |
| Rhinella abei (Baldissera, Caramaschi & Haddad, 2004)            | |
| Rhinella achalensis (Cei, 1972)                                  | |
| Rhinella achavali (Maneyro, Arrieta, & de Sá, 2004)              | |
| Rhinella acrolopha (Trueb, 1971)                                 | |
| Rhinella acutirostris (Spix, 1824)                               | |
| Rhinella alatus (Thominot, 1884)                                 | |
| Rhinella amabilis (Pramuk and Kadivar, 2003)                     | |
| Rhinella amboroensis (Harvey & Smith, 1993)                      | |
| Rhinella arborescandens (Duellman & Schulte, 1992)               | |
| Rhinella arequipensis (Vellard, 1959)                            | |
| Rhinella arunco (Molina, 1782)                                   | |
| Rhinella atacamensis (Cei, 1962)                                 | |
| Rhinella beebei (Gallardo, 1965)                                 | |
| Rhinella bergi (Céspedez, 2000)                                  | |
| Rhinella castaneoticus (Caldwell, 1991)                          | |
| Rhinella ceratophrys (Boulenger, 1882)                           | |
| Rhinella chavin (Lehr, Köhler, Aguilar & Ponce, 2001)            | |
| Rhinella chrysophorus (McCranie, Wilson & Williams, 1989)        | |
| Rhinella cristinae (Vélez-Rodriguez & Ruiz-Carranza, 2002)       | |
| Rhinella crucifer (Wied-Neuwied, 1821)                           | |
| Rhinella dapsilis (Myers & Carvalho, 1945)                       | |
| Rhinella diptychus (Cope, 1862)                                  | |
| Rhinella dorbignyi (Duméril & Bibron, 1841)                      | |
| Rhinella fernandezae (Gallardo, 1957)                            | |
| Rhinella festae (Peracca, 1904)                                  | |
| Rhinella fissipes (Boulenger, 1903)                              | |
| Rhinella gallardoi (Carrizo, 1992)                               | Espècie endèmica de l'Argentina amenaçada d'extinció que habita en boscos temperats.                                 |
| Rhinella gnustae (Gallardo, 1967)                                | |
| Rhinella granulosa (Spix, 1824)                                  | |
| Rhinella henseli (Lutz, 1934)                                    | |
| Rhinella hoogmoedi (Caramaschi & Pombal, 2006)                   | |
| Rhinella ictericus (Spix, 1824)                                  | |
| Rhinella inca (Stejneger, 1913)                                  | |
| Rhinella iserni (Jiménez de la Espada, 1875)                     | |
| Rhinella jimi (Stevaux, 2002)                                    | |
| Rhinella justinianoi (Harvey & Smith, 1994)                      | |
| Rhinella limensis (Werner, 1901)                                 | |
| Rhinella lindae (Rivero & Castaño, 1990)                         | |
| Rhinella macrorhina (Trueb, 1971)                                | |
| Rhinella manu (Chaparro, Pramuk, i Gluesenkamp, 2007)            | |
| Rhinella margaritifer (Laurenti, 1768)                           | |
| Rhinella marinus (Linnaeus, 1758)                                | |
| Rhinella multiverrucosus (Lehr, Pramuk & Lundberg, 2005)         | |
| Rhinella nesiotes (Duellman & Toft, 1979)                        | |
| Rhinella nicefori (Cochran & Goin, 1970)                         | |
| Rhinella ocellatus (Günther, 1858)                               | |
| Rhinella ornatus (Spix, 1824)                                    | |
| Rhinella poeppigii (Tschudi, 1845)                               | |
| Rhinella pombali (Baldissera, Caramaschi & Haddad, 2004)         | |
| Rhinella proboscideus (Boulenger, 1882)                          | |
| Rhinella pygmaeus (Myers & Carvalho, 1952)                       | |
| Rhinella quechua (Gallardo, 1961)                                | |
| Rhinella roqueanus (Melin, 1941)                                 | |
| Rhinella rostrata (Noble, 1920)                                  | |
| Rhinella rubescens (Lutz, 1925)                                  | |
| Rhinella rubropunctatus (Guichenot, 1848)                        | |
| Rhinella ruizi (Grant, 2000)                                     | |
| Rhinella rumbolli (Carrizo, 1992)                                | Habita l'Argentina i possiblement Bolívia. El seu hàbitat inclou boscos temperats i rius. Està amenaçada d'extinció. |
| Rhinella schneideri (Werner, 1894)                               | |
| Rhinella scitulus (Caramaschi & de Niemeyer, 2003)               | |
| Rhinella sclerocephalus (Mijares-Urrutia & Arends-R., 2001)      | |
| Rhinella spinulosus (Wiegmann, 1834)                             | |
| Rhinella stanlaii (Lötters & Köhler, 2000)                       | |
| Rhinella sternosignatus (Günther, 1858)                          | |
| Rhinella tacana (Padial, Reichle, McDiarmid, & De la Riva, 2006) | |
| Rhinella tenrec (Lynch & Renjifo, 1990)                          | |
| Rhinella truebae (Lynch & Renjifo, 1990)                         | |
| Rhinella vellardi (Leviton & Duellman, 1978)                     | |
| Rhinella veraguensis (Schmidt, 1857)                             | |
| Rhinella veredas (Brandão, Maciel, i Sebben, 2007)               | |